# Gare de Biesme
La gare de Biesme est une ancienne halte ferroviaire belge de la ligne 137, d'Acoz à Mettet située à Biesme, section de la commune de Mettet, dans la province de Namur en Région wallonne.
Mise en service en 1887 par les Chemins de fer de l'État belge, elle ferme en 1954.

## Situation ferroviaire
Établie à 204 m d'altitude, la gare de Biesme était située au point kilométrique (PK) 7.9 de la ligne 137, d'Acoz-Centre à Mettet entre la gare de Gougnies et la halte de Scry.

## Histoire
La halte de Biesme est mise en service le 25 avril 1887 par l'Administration des chemins de fer de l'État belge (future SNCB) lorsqu'elle ouvre à l'exploitation la ligne de Mettet à Acoz. Dépendant de la gare de Gougnies, elle dispose d'une voie de garage et d'un pont à peser.
Le service des trains de voyageurs sur la ligne 137 est supprimé en octobre 1954 et la section de Gougnies à Mettet ne voyait plus passer de trains après cette date. Elle est déferrée en 1965.

## Patrimoine ferroviaire
Le bâtiment des recettes, appartient au plan type 1873 des Chemins de fer de l'État belge. Les gares d'Acoz, Gougnies et Biesme étaient identiques entre elles. Biesme est l'un des rares exemples de halte pour laquelle l'État fait construire un bâtiment de ce type.
Il s'agit une gare du second type, avec des pilastres moins massifs et un œil-de-bœuf aux pignons du corps de logis (à Biesme, l'une de ces baies est remplacée par une fenêtre à arc en plein cintre). Mettet et les autres gares de la ligne 150 appartiennent à la variante plus ancienne.
Après sa revente à un particulier, son rez-de-chaussée a été réaménagé avec deux entrées de garage dans l'ancienne aile des voyageurs et une vitrine en bas du corps central.